# Rehabilitación cardiaca
Los Programas de Rehabilitación Cardiaca (PRHC) son un conjunto de actividades trans-diciplinarias que tiene por objeto brindar asistencia médica y para-médica al paciente con cardiopatía, especialmente después de haber sobrevivido a una crisis cardiovascular (infarto del miocardio, angioplastia, cirugía cardiaca, etc.).
La definición realizada por la Organización Mundial de la Salud (OMS), menciona que la rehabilitación cardiaca es “la suma de actividades requeridas para influenciar favorablemente la causa subyacente de la enfermedad, tan bien como sea posible, las condiciones físicas, mentales y sociales, para que la gente pueda, por sus propios medios, preservar o regresar a su lugar en la comunidad, lo más normalmente posible. La rehabilitación no puede ser observada solamente como una terapia aislada y debe ser integrada dentro de los servicios de prevención secundaria”. Una definición que integra los componentes principales y los beneficios de los PRHC fue propuesta por Feigenbaum et al en 1987: “Los Servicios de Rehabilitación Cardiaca son programas a largo plazo que comprenden una evaluación médica, prescripción de ejercicio, modificación de factores de riesgo, educación y asesoría de los pacientes. Estos programas son diseñados para limitar los efectos dañinos tanto fisiológicos como psicológicos de las cardiopatías, reducir el riesgo de muerte súbita o reinfarto, controlar la sintomatología cardiovascular, estabilizar o revertir el proceso de aterosclerosis y mejorar el estado psicosocial y vocacional de los pacientes".,
Este tipo de programas están elaborados para subsanar aquellas necesidades médicas y paramédicas, de los pacientes con cardiopatía, y suelen ser a mediano y largo plazo. En general, las actividades que los comprenden son: la evaluación médica y al estratificación de riesgo cardiovascular, la prescripción de programas de entrenamiento físico, la detección y corrección de factores de riesgo cardiovascular y la instalación de un estilo de vida cardiosaludable. Estos programas se basan en la enseñanza y el consejo a los pacientes. En los PRHC se pueden incluir desde niños pequeños (3 años de edad) hasta adultos mayores.

## Historia
A lo largo de la historia se ha encontrado información que apoya la utilidad del entrenamiento físico para diversas patologías, donde algunas ellas se remontan a la Edad Antigua: Asiria, Babilonia, Persia, Siria, Egipto, Macedonia, Arabia, Mesopotamia, India y China. El primer registro de la utilidad del ejercicio físico como una medida para conservar la salud se remonta a la Grecia Clásica, con el tratado De Sanitate Tuenda, escrito por Galeno. Aun así, Hipócrates consideraba que el reposo debería ser prescrito durante los periodos de enfermedad. Al parecer fue Asclepiades de Prusa (124-40 a. C.) quién utilizó por primera vez los programas de actividad física para individuos con enfermedades cardiovasculares.
En el siglo XVIII, el médico británico William Heberden describió la angina de pecho, sin embargo, para esa época no se conocía la causa de la angina ni existía terapia alguna. Él relató también la historia de un leñador que la padecía, mismo que continuó con su trabajo y después de un tiempo de continuar con actividad física intensa y por tiempos prolongados, la molestia en su pecho desapareció. Este puede ser el primer caso registrado del uso del entrenamiento físico en pacientes con angina crónica estable. Max Joseph Oertel (1835 - 1897) fue un médico alemán que estructuró el uso del ejercicio físico (caminata) para el tratamiento de las afecciones circulatorias en Europa.
En México, el primer programa de rehabilitación cardiaca registrado en la época moderna fue en 1944, dentro del Instituto Nacional de Cardiología, inaugurado por el médico rehabilitador Nicandro Chávez Sánchez, seguido unos años después por un centro en Alemania. La principal área de asistencia e investigación en esa época fue la cardiopatía reumática, y destacaron estudios sobre el uso de ionizaciones precordiales con salicilatos o bien la utilización de una sala de fiebre artificial para el manejo de la carditis reumática. En la década de 1970, varios médicos instauraron diversos PRHC en México, dentro de los cuales podemos citar a Juan E. Quintal (ISSSTE) y E.Pombo (IMSS). En el Instituto Nacional de Cardiología Ignacio Chávez, los médicos que han dirigido el Servicio han sido: Nicandro Chávez Sánchez, Juan Enrique Quintal Velazco, Pedro Fernández de la Vega, Jorge Marcushamer, Javier Marín, J.A. González Hermosillo, Gabriel Vázquez C, Mayela Muñoz, Bonifacio Mendoza P y actualmente Hermes Ilarraza L. En México existe un curso de posgrado en rehabilitación cardiaca para médicos egresados de cardiología, mismo que cuenta con el aval de la Universidad Nacional Autónoma de México y el Consejo Mexicano de Cardiología. Además existe un diplomado sobre RHC para licenciados en fisioterapia (UNAM).,

## Objetivos
Los objetivos principales de los Programas de Rehabilitación Cardiaca son: incrementar la supervivencia, mejorar la calidad de vida asociada a la salud, disminuir las limitaciones producidas por la sintomatología, promover la adaptación del paciente a sus enfermedades crónicas, controlar la depresión y la ansiedad, brindar consejo experto sobre la actividad sexual, reducir el riesgo de muerte súbita o re-infarto, estabilizar o revertir el proceso de aterosclerosis, fomentar el retorno al trabajo y en general, promover la reintegración a su vida cotidiana (laboral, social, sexual y familiar). Diversos estudios han mostrado que los programas de entrenamiento físico disminuyen la mortalidad del paciente con enfermedad cardiovascular el menos en un 12% por cada unidad metabólica (MET) de incremento en la capacidad de ejercicio.

## Componentes
El médico requiere realizar un proceso de estratificación de riesgo cardiovascular antes de comenzar propiamente con la intervención, misma que se divide en dos grupos de actividades, por un lado el entrenamiento físico y por el otro, la detección y control de los factores de riesgo cardiovascular.
La parte inicial del programa es una entrevista con el médico, usualmente un cardiólogo con especialidad en rehabilitación cardiovascular, quien realiza una historia clínica e indaga la presencia de factores de riesgo. Una vez concluida la entrevista, el paciente es evaluado mediante una prueba de ejercicio físico (ergometría). Así, el médico, utilizando la información antes recabada, lleva a cabo un proceso de estratificación de riesgo cardiovascular, donde calcula la probabilidad que tiene el paciente para presentar complicaciones durante el programa de entrenamiento, así como de tener un desenlace adverso en un futuro, ya sea a mediano o largo plazo.
La rehabilitación cardiovascular tiene un amplio campo de acción, el cual va desde la atención a pacientes hospitalizados que presentan un síndrome isquémico coronario agudo (fase I de la RHC),  hasta la supervisión tutorial de un programa domiciliario (Fase III). Los pacientes pueden participar en programas de rehabilitación cardiaca, desde la infancia hasta la senectud.

### Fases de la Rehabilitación Cardíaca.

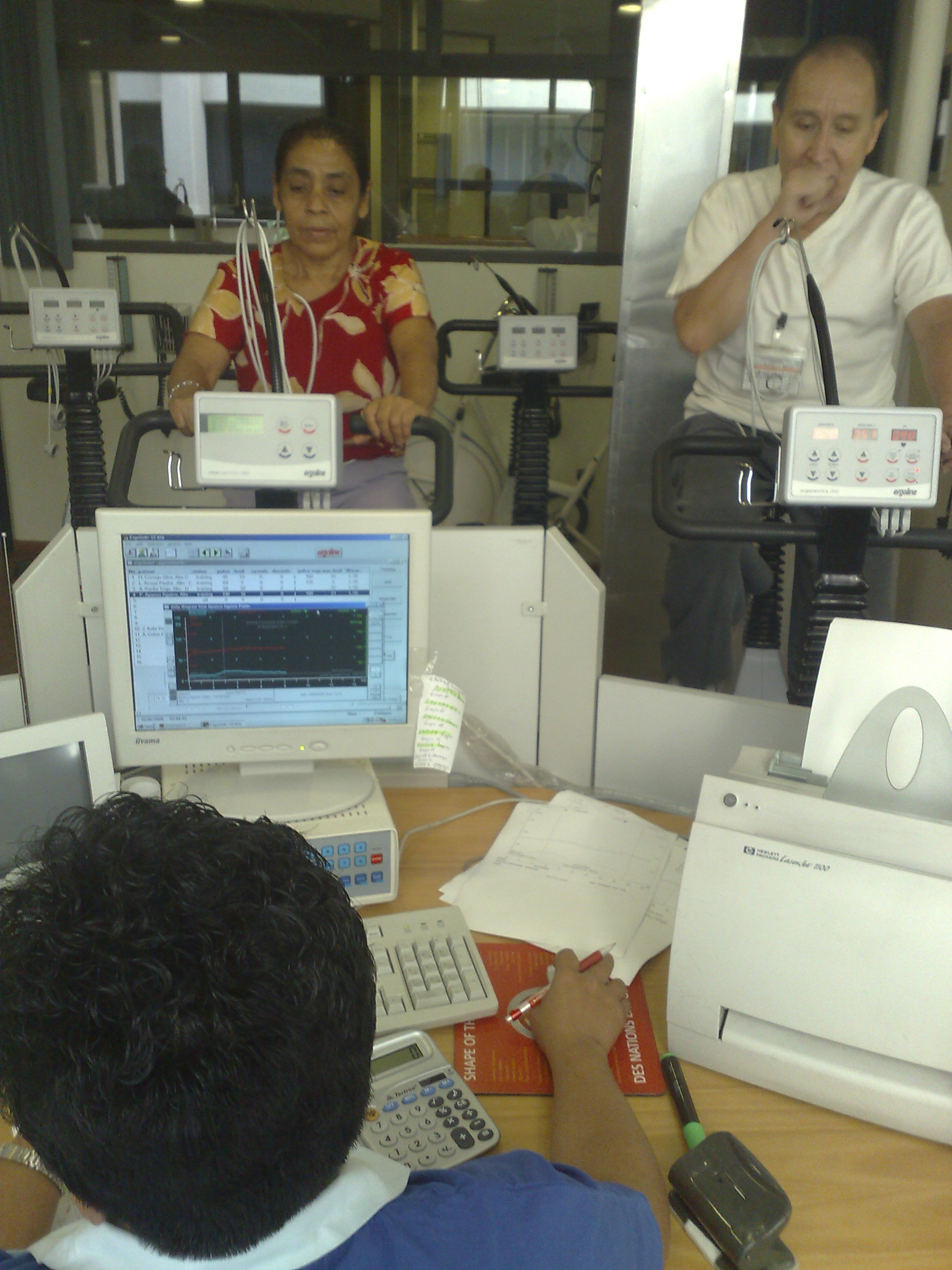

Fase I: Es una etapa intrahospitalaria, que inicia cuando el paciente se encuentra aún hospitalizado a consecuencia de una crisis cardiovascular (infarto del miocardio, angioplastia, cirugía, insuficiencia cardiaca descompensada, etc.)  Al principio se realiza una valoración inicial, la cual incluso puede ser preoperatoria, y termina con el egreso del paciente. En esta fase se informa sobre las fases del programa de rehabilitación, control de factores de riesgo y evitar el síndrome de reposo prolongado. Es fundamental el trabajo del fisioterapeuta en conjunto con el médico cardiólogo rehabilitador.
Fase II. Una vez que el paciente egresa de manera ambulatoria comienza la Fase II, tradicionalmente una semana después de un evento coronario agudo no complicado y 3 a 4 semanas posterior a una cirugía cardiovascular, un infarto de miocardio complicado o intervencionismo coronario. Consiste en un periodo de entrenamiento físico supervisado, donde se le enseña al paciente como hacer ejercicio, evitar complicaciones y reconocer signos de alarma, incluye la realización de entrenamiento físico aeróbico y de cualidades físicas no aérobicas. Por otro lado control de factores de riesgo cardiovascular con el apoyo de nutricionistas, psicólogos, fisioterapeutas, personal de enfermería y trabajo social con el fin de la pronta reincorporación del paciente a su vida cotidiana.  La duración de esta fase dependerá de la tolerancia al ejercicio del paciente y será evaluado de manera individualizada para cada caso.
Fase III. Una vez culminada la Fase II, inicia la Fase III, es un continuo de actividades donde el paciente de manera autocontrolada y ambulatoria lleva a cabo la realización de entrenamiento físico y control de factores de riesgo cardiovascular. En este periodo el paciente acude al centro de rehabilitación de manera más espaciada, por lo menos una o dos veces al año, con el fin de reforzar lo aprendido y aclarar dudas que pudieran presentarse en el domicilio, durante esta fase el paciente cuenta con el apoyo médico y del personal no médico para mantener un estilo de vida cardiosaludable.
Fase IV. Algunos programas incorporan una cuarta fase, donde los pacientes entrenan físicamente con otros pacientes integrando cardio-clubes. Esta es una fase auto-supervisada y a largo plazo.
Tele-rehabilitación. Desde hacer varios años se han ido desarrollando una serie de programas de rehabilitación cardiaca fundamentados en la telemedicina. Los primeros intentos se basaban en llamadas telefónicas y a la fecha han evolucionado a complejos sistemas de supervisión mediante equipamiento digital consistente en aplicaciones de telefonía inteligente y dispositivos como camisetas provistas de electrodos para el registro electrocardiográfico. Aunque existen todavía algunos retos que superar en este ramo, la pandemia por COVID-19 ha incrementado de manera muy importante su utilización.

### Prevención Cardiovascular
La Medicina Preventiva puede clasificarse en cuatro tipos: En la prevención primaria se utilizan aquellos métodos necesarios para evitar una enfermedad. La prevención secundaria se ocupa del diagnóstico y tratamiento temprano de enfermedades antes de estas causen una morbilidad significativa. La prevención terciaria hace referencia a aquellas maniobras utilizadas para reducir el efecto negativo de alguna enfermedad existente, restaurando la función y reduciendo las complicaciones. Finalmente, la prevención cuaternaria, es el conjunto de actividades que atenúan o evitan las consecuencias de intervenciones innecesarias o excesivas del sistema sanitario.
En relación con las enfermedades cardiovasculares, la prevención tiene su base en el reconocimiento y el control de los factores de riesgo, dentro de los cuales podemos enumerar: tabaquismo, hipertensión arterial sistémica, diabetes, dislipidemia y sedentarismo entre otros.

## Asociaciones dedicadas a la Rehabilitación y Prevención Cardiovascular

### Consejo Iberoamericano de Rehabilitación Cardiaca y Prevención Secundaria

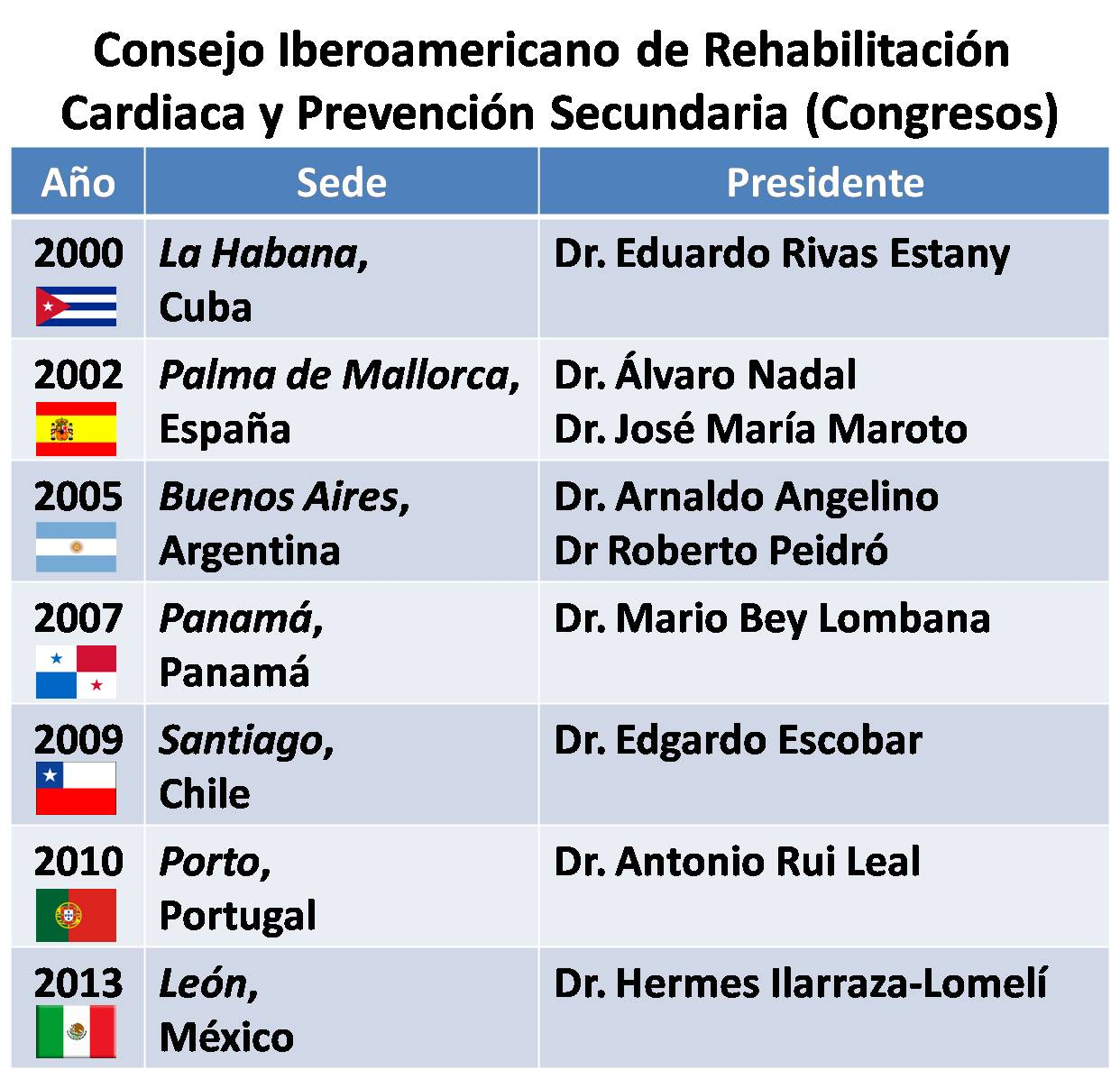

El Consejo Iberoamericano de Rehabilitación Cardiaca y Prevención Secundaria reúne a especialistas de América Latina y Europa (España, Portugal, Francia e Italia) y su idioma oficial es el español, aunque se aceptan otras lenguas de origen latino como el portugués o el italiano.
Este Consejo Iberoamericano tiene por finalidad fomentar el intercambio científico, los vínculos fraternales y el contacto intelectual, para propiciar el progreso de los médicos cardiólogos en Iberoamérica. El primer Congreso Iberoamericano de Rehabilitación y Prevención Secundaria tuvo lugar el La Habana (Cuba) en el año 2000, y el último se desarrolló en León Guanajuato (México, 2013).
Los temas tratados en dichos eventos son de índole transdisciplinaria y comprenden tópicos sobre entrenamiento físico, detección y prevención de factores de riesgo cardiovascular, nutrición, psicología y cardiología del deporte.

### Sociedad Mexicana para el Cuidado del Corazón
La Sociedad Mexicana para el Cuidado del Corazón fue constituida en mayo de 2013 (SOMECCOR).  Durante este tiempo se ha encargado de organizar diversos eventos académicos para la difusión de esta especialidad en México. Esta asociación integra a diversos especialistas encargados del cuidado del paciente con cardiopatía, entre los que encontramos: cardiólogos, médicos rehabilitadores, médicos del deporte, fisioterapeutas, enfermeras, nutricionistas y psicólogos entre otros. La misión de la SOMECCOR es el estudio, la investigación, la docencia, el ejercicio, divulgación y la aplicación de los conocimientos de la rehabilitación cardiovascular, cardiología del deporte y ciencias afines. Además tiene como meta fomentar las relaciones entre los miembros o servir de enlace entre estos y otras instituciones afines en México o el extranjero, apoyar a las instituciones educativas en rehabilitación cardiovascular y ramas afines, coordinar y promover la homologación de los diversos programas de rehabilitación y prevención cardiovascular y ramas afines en México. Esta Sociedad está integrada por siete capítulos: Cardiología, Medicina de Rehabilitación, Medicina del Deporte, Enfermería, Fisioterapia, Prevención y Nutrición-Psicología. A la fecha, la SOMECCOR ha realizado más de cien Sesiones Académicas Ordinarias (SAO) y cuatro ediciones del Congreso Mexicano de Rehabilitación Cardiovascular, Prevención y Cardiología del Deporte en 2013 (León Gto), 2016 (Veracruz, Ver.), 2019 (Querétaro, Qro.) y 2021 (Mérida, Yuc).  La SOMECCOR ha publicado además, dos registros nacionales de centros de rehabilitación cardiaca en México, RENAPREC y RENAPREC-II.

### Asociación Europea para la Prevención y Rehabilitación Cardiovascular
Esta asociación comenzó como un grupo de trabajo de la Sociedad Europea de Cardiología (SEC), con cerca de 200 profesionales de la rehabilitación cardiaca, prevención cardiovascular, fisiología del ejercicio y fisioterapia. La primera reunión de este grupo fue en Leipzig en 2002, fue austera pero con un completo programa académico. En 2004 estos grupos de trabajo constituyeron la Asociación Europea para la Prevención y Rehabilitación Cardiovascular (EACPR), bajo el apoyo y supervisión de la SEC, siendo actualmente un brazo de esta. Actualmente esta asociación genera aproximadamente el 20% de las sesiones académicas de la SEC. Dentro de los proyectos actuales de la EACPR están la publicación de un libro de texto de tres volúmenes, acercarse a la comunidad mediante políticas antitabaco, alimentación saludable y educación sanitaria. Las secciones que componen la EACPR son: Rehabilitación Cardiaca, Ejercicio (Bases e investigación translacional), Prevención (Epidemiología y Ciencia Poblacional) y Cardiología del Deporte.

### Argentina: ayer, hoy y mañana de la Rehabilitación Cardiovascular.
Los Programas de Rehabilitación Cardiovascular se aplican precozmente en la Argentina y prueba de ello son las múltiples publicaciones al respecto, Boskis y Lerman en 1974 con sus Normas de Aplicación,  Aptecar y Aptecar con sus índices y múltiples artículos,  Angelino, Peidro y Saglietti con sus Normas y Bases y sus Libros en los 90 y junto a otros autores han logrado llevar a su país el VI Mundial de RHCV en 1996 y el III Iberoamericano de la especialidad en el año 2005.  Es interesante ver como durante 25 años la rehabilitación cardiovascular estuvo asociada casi exclusivamente al ejercicio como terapia, es más, actualmente hay todavía muchos cardiólogos que siguen asociándolo casi de manera excluyente, algunos por desconocimiento y otros simplemente por limitarla, pero los resultados y el avance de los conocimientos fueron modificando estos conceptos.
Hoy en día es muy difícil diferenciar la prevención primaria de la secundaria y de la terciaria, lo que sí está claro es que prevención es lo importante y que vuelve a tener valor la idea que más vale prevenir que curar. La combinación de medidas hábito dietéticas, la prescripción de ejercicios,  el manejo coordinado de los factores de riesgo coronarios y el sostén psicológico, no escapan del esquema terapéutico de cualquier cardiólogo que se considere mediamanente actualizado. Esta combinación de medidas farmacológicas y no farmacológicas no es ni más ni menos que rehabilitación cardiovascular.
A tal punto llegan estos conceptos que claras contraindicaciones hasta no hace mucho, son hoy cotidianas indicaciones de comenzar un plan de rehabilitación cardiovascular.  Los pacientes añosos mayores de 75 años, la diabetes mellitus,  la míocardiopatía dilatada, el paciente trasplantado y el que está en espera de trasplante entre otros, son diariamente incorporados al sistema de Rehabilitación cardiovascular. Una herramienta de este tratamiento es el ejercicio y su análisis permanente ha permitido ir perfeccionando las sesiones, diferenciando tipos de ejercicios con tipos de patologías a rehabilitar, incorporar ejercicios antes prohibidos como los de fuerza muscular y complementar con ejercicios recreativos como natación, juegos con pelota, baile, etc. Lo aprendido en el entrenamiento a personas sanas nos permitió avanzar en el manejo del ejercicio terapéutico en rehabilitación.
La prescripción del ejercicio debe ser dinámica y trabajando progresivamente los diferentes grupos musculares facilitó modificar la disfunción endotelial de un alto porcentaje de la economía vascular, dado que el shear-stress o presión de rozamiento, se produce solo en la vasculatura de la masa muscular periférica que se trabaja. Pero quedarse solo con esto nos permitiría resolver solo un pequeño porcentaje de la enfermedad arterial coronaria, dado que rehabilitación cardiovascular es la combinación del ejercicio programado con la modificación de los factores agresores del árbol vascular. Entonces, un servicio de rehabilitación cardiovascular debe ser conducido por un médico cardiólogo capacitado en ejercicio, pero debe incluir un equipo de psicoterapeutas, nutricionistas, entrenadores, deportologos y contar con un equipo de interconsultores en lípidos, hipertensión arterial, diabetes, etc., de manera de ir encontrando el antídoto a cada factor de riesgo coronario. Este manejo artesanal es indispensable para pretender la respuesta terapéutica programada. De igual manera es buscar mecanismos de adherencia al programa para evitar los efectos no deseados por abandono no programado a una medida terapéutica.
Esto va tomando un hábito progresivo de derivación por parte del médico de cabecera y hoy en día es más habitual ver que esta medida terapéutica es indicada, más aún cuando las nuevas declaraciones internacionales y de fuerte contenido científico refuerzan el concepto de prevención y que la prevención bien entendida debe comenzar con el propio médico, continuar en el ámbito docente desde la escolaridad y recién luego en el plano asistencial.  Con todo esto cr que la no-derivación habitual de los pacientes cardiópatas y vasculares a un plan de rehabilitación cardiovascular es hoy en día una mala actuación médica y pasa a ser un rotundo fracaso médico. Sin dejar de pensar que en un futuro no muy lejano su no-indicación pueda ser algo infrecuente.